# Ерлебниспарк Трипсдрил
Ерлебниспарк Трипсдрил (на немски: Erlebnispark Tripsdrill) е увеселителен парк край Клербон, провинция Баден-Вюртемберг Германия.
Основан е през 1929 година. Смятан е за най-старото подобно съоръжение в страната. Годишно е посещаван от близо 600 хиляди души.